# Dicrurus aeneus
Il drongo bronzeo (Dicrurus aeneus Vieillot, 1817) è un uccello passeriforme appartenente alla famiglia Dicruridae.

## Etimologia
Il nome scientifico della specie, aeneus, deriva dal latino e significa "bronzeo", in riferimento alla colorazione della livrea: il nome comune di questi uccelli altro non è che la traduzione di quello scientifico.

## Descrizione

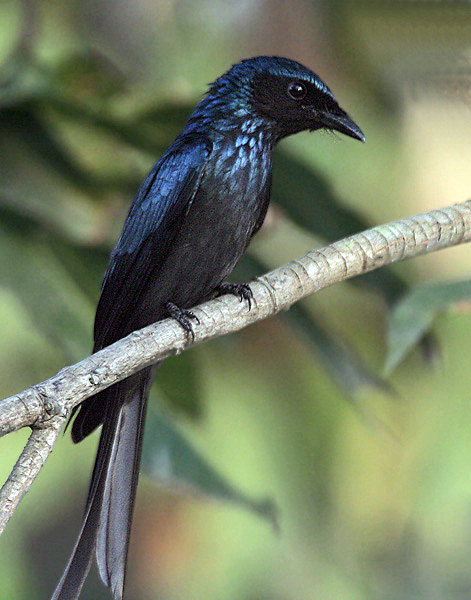
Esemplare in Bengala Occidentale.

### Dimensioni
Misura 22-24 cm di lunghezza, per 22-30 g di peso: le dimensioni tendono a mostrare un gradiente decrescente in direttrice N-S.

### Aspetto
Si tratta di uccelli dall'aspetto minuto, robusto e slanciato, muniti di grossa testa di forma arrotondata, becco largo, appiattito, conico e robusto dalla punta adunca, zampe corte, lunghe ali digitate e coda lunga e dall'estremità forcuta.
Il piumaggio si presenta interamente di colore nero lucido, più opaco su faccia, remiganti e coda: su tutto il resto del corpo, meno che nell'area ventrale, sono presenti sfumature metalliche di colore cangiante, che va dal bronzeo (come del resto intuibile sia dal nome comune che dal nome scientifico) al verde-azzurro.

I due sessi sono del tutto simili fra loro nella colorazione.
Il becco e le zampe sono di colore nerastro, mentre gli occhi sono di colore bruno scuro.

## Biologia
Si tratta di uccelli diurni, che vivono da soli o in coppie, sebbene sia possibile osservarne anche dei trii: il drongo bronzeo passa la maggior parte della propria giornata sorvegliando i dintorni del proprio territorio da un posatoio in evidenza nella canopia, prestando attenzione all'eventuale passaggio di prede (che vengono prontamente prelevate) o di intrusi (che vengono solitamente redarguiti vocalmente ed in seguito aggrediti). Alcune specie di uccelli approfittano della territorialità e della sedentarietà di questi uccelli per riunirsi e cercare il cibo nei pressi dei loro posatoi, rendendoli di fatto parte di stormi misti.
Il drongo bronzeo è molto vocale durante il periodo degli amori, mentre durante il resto dell'anno la specie è piuttosto silente (se la si paragona agli altri dronghi, uccelli in genere molto rumorosi), vocalizzando in particolar modo all'alba e verso il tramonto e nelle notti di luna piena. I richiami di questi uccelli sono veloci, musicali e cinguettanti, simili a quelli dei fringillidi.

### Alimentazione

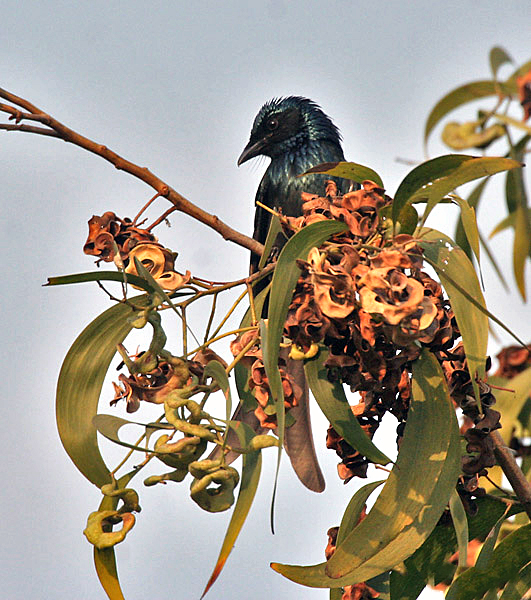
Esemplare cerca il cibo su acacia papua a Calcutta.

Il drongo bronzeo è un uccello essenzialmente insettivoro, la cui dieta si compone perlopiù di insetti volanti come ditteri, imenotteri e lepidotteri, nonché da altri invertebrati e dalle loro larve: questi uccelli possono ghermire la preda mentre è posata su di un ramo o fra il fogliame, ma anche catturarla in volo, mostrando grande perizia nel farlo.

Oltre alle prede di origine animale, i dronghi bronzei si cibano di nettare, che suggono direttamente dai fiori.

### Riproduzione
Si tratta di uccelli monogami, la cui stagione riproduttiva si estende dalla fine di febbraio a giugno, con la maggioranza delle deposizioni in aprile-maggio e quelle della porzione settentrionale dell'areale che cominciano a riprodursi qualche settimana più tardi.
I due partner collaborano nelle varie fasi dell'evento riproduttivo, costruendo assieme il nido (una struttura sottile e fragile a forma di coppa, edificata intrecciando rametti e fibre vegetali alla biforcazione di un ramo e rinforzando la struttura con ragnatele), alternandosi nella cova delle 2-4 uova bruno-rosate con maculature più scure ed occupandosi assieme di nutrire e accudire i pulli, i quali, ciechi ed implumi alla schiusa, si affrancano dalle cure parentali poco prima del compimento del secondo mese.

## Distribuzione e habitat

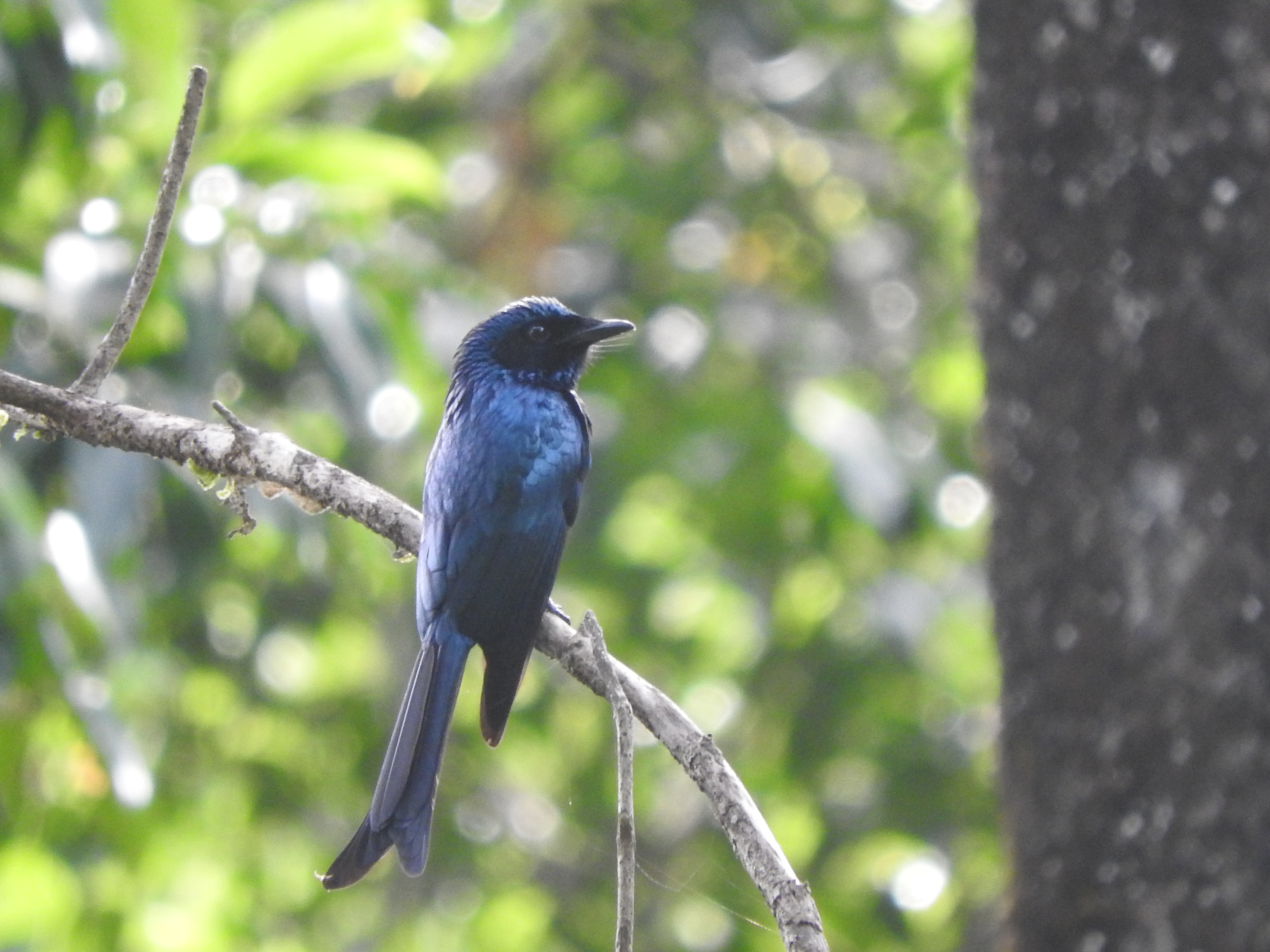
Esemplare nei Ghati Occidentali.

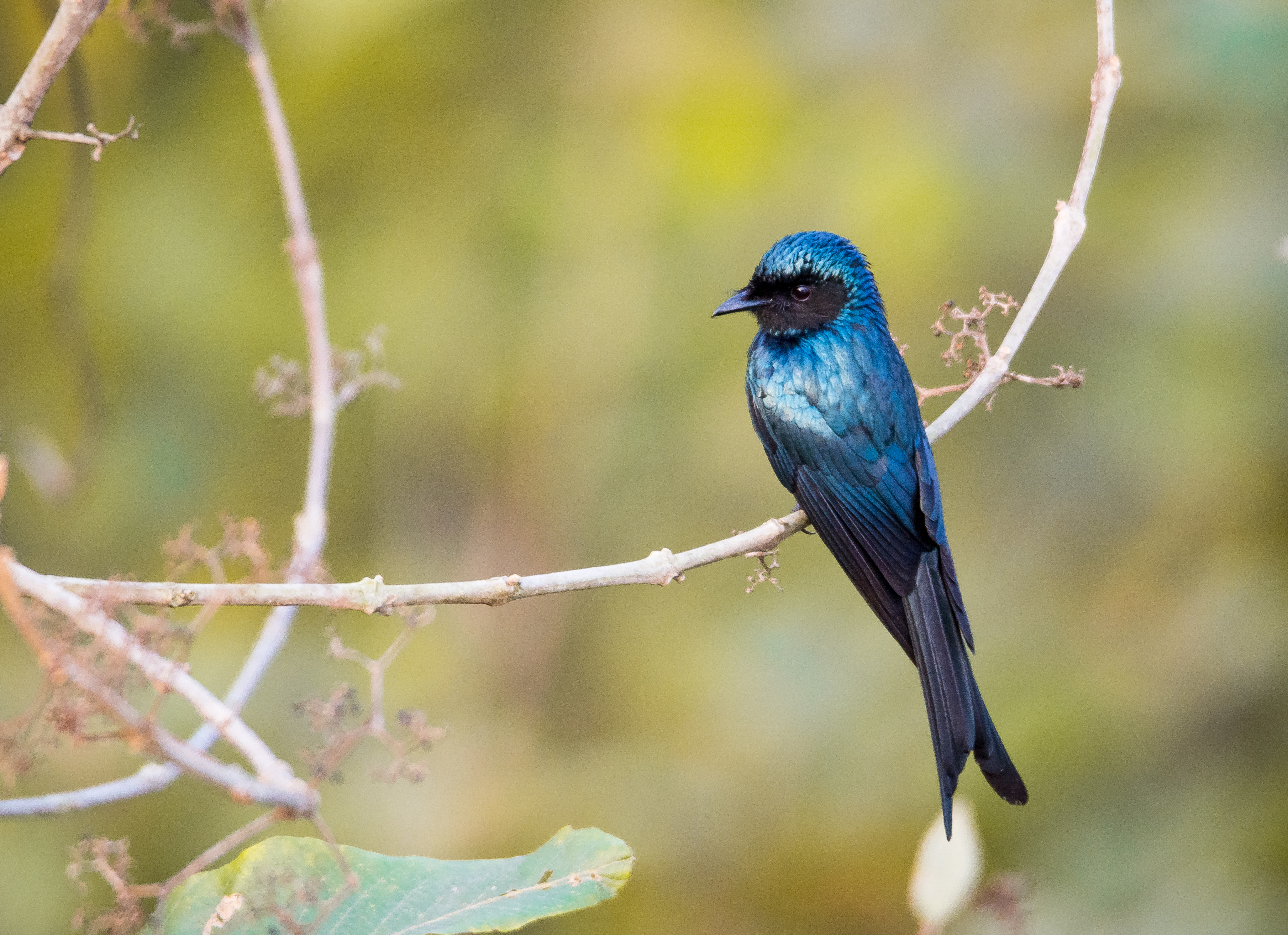
Esemplare a Madhabpur.

Il drongo bronzeo è una specie asiatica, diffusa un areale che comprende buona parte dell'Asia centrale e del Sud-est asiatico, estendendosi lungo le pendici meridionali dell'Himalaya nell'Uttarakhand ad est fino al Tibet sud-orientale attraverso Nepal, Bhutan, Sikkim ed India nordorientale, e da lì in Bangladesh, Birmania, Cina meridionale (Yunnan sud-occidentale, Guangxi meridionale, Hainan), Thailandia (pur mancando dalla porzione nord-orientale del Paese), Indocina e penisola malese: la specie è inoltre presente lungo le coste della penisola indiana (Ghati orientali e Ghati occidentali a sud del Tapti), a Taiwan, a Sumatra e nelle aree costiere del Borneo.
La specie è residente nell'areale di distribuzione: le popolazioni himalayane possono scendere più a valle subito dopo la riproduzione.
L'habitat di questi uccelli è rappresentato dalle aree alberate inframezzate da spiazzi erbosi più o meno estesi: pur favorendo le aree collinari e pedemontane, il drongo bronzeo colonizza grossomodo tutti i tipi di ambienti del genere disponibili all'interno del proprio areale, evitando solo la foresta pluviale primaria troppo fitta e umida.

## Tassonomia
Se ne riconoscono tre sottospecie:
- Dicrurus aeneus aeneus Vieillot, 1817 - la sottospecie nominale, diffusa nella maggior parte dell'areale occupato dalla specie;
- Dicrurus aeneus malayensis (Blyth, 1846) - diffusa nel sud-est dell'areale occupato dalla specie (penisola malese meridionale a sud di Pahang e Selangor, Sumatra e Borneo);
- Dicrurus aeneus braunianus (Swinhoe, 1863) - endemica di Taiwan;

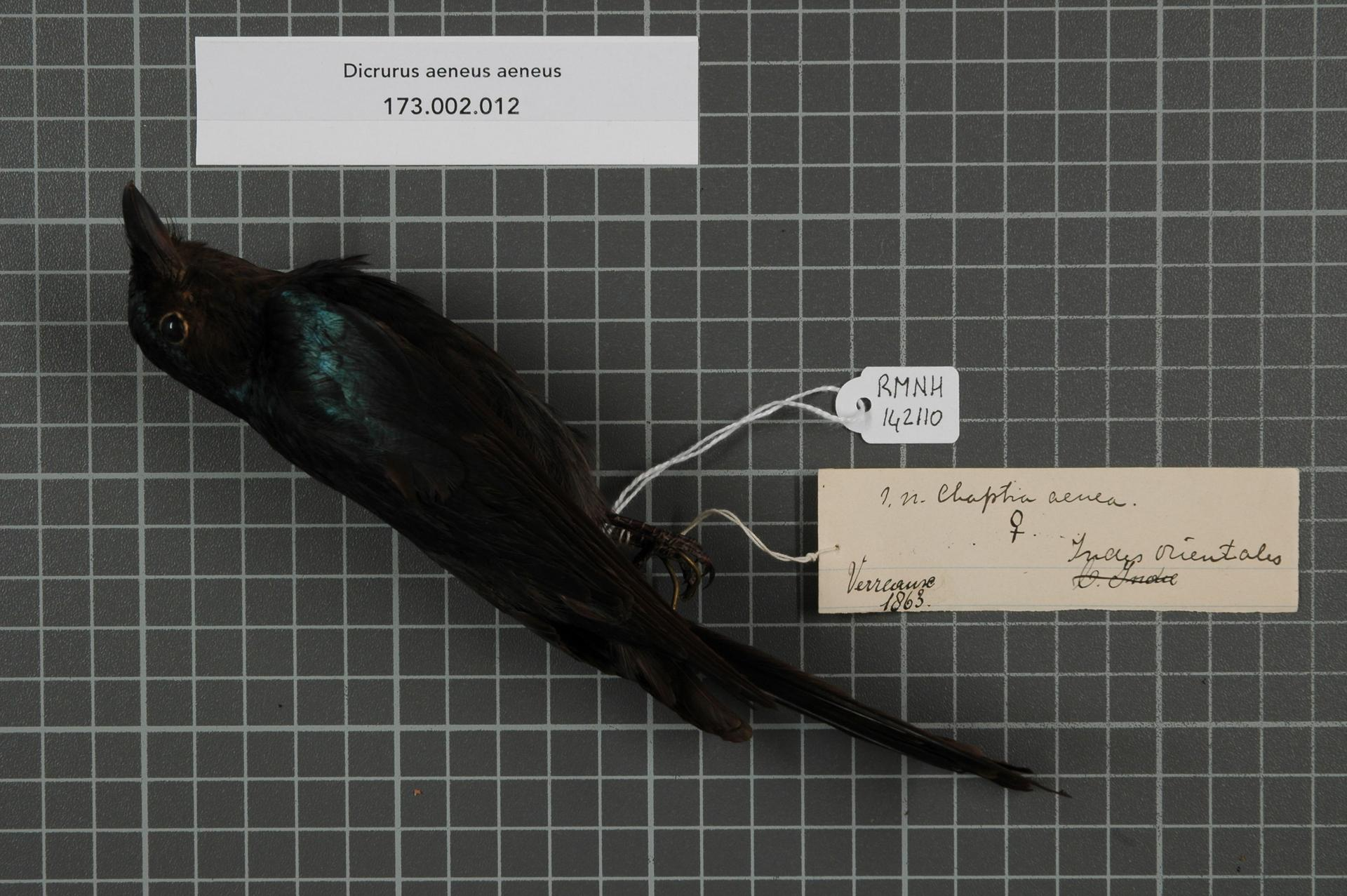
Esemplare impagliato della sottospecie nominale.
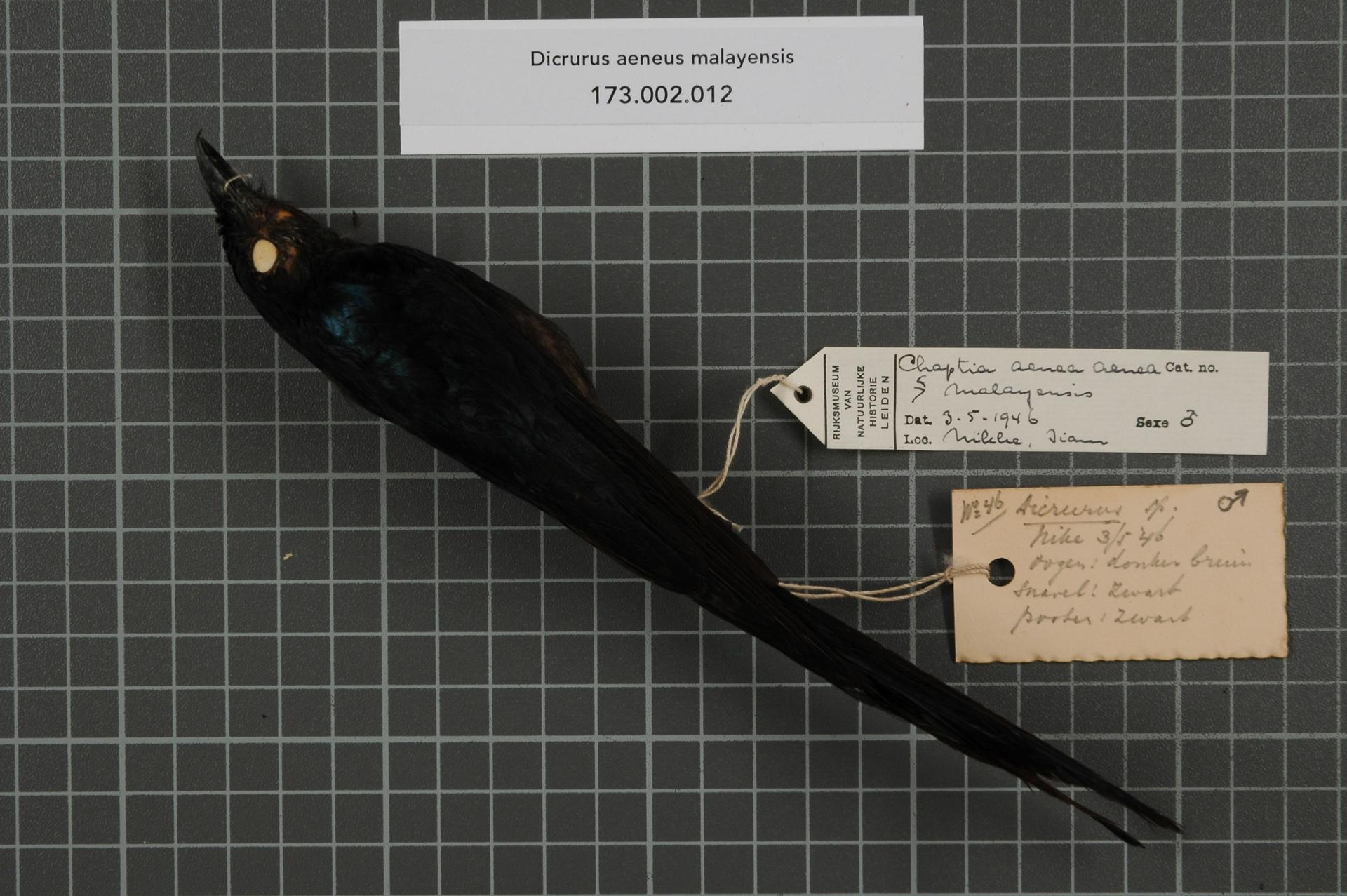
Esemplare impagliato della sottospecie malayensis.
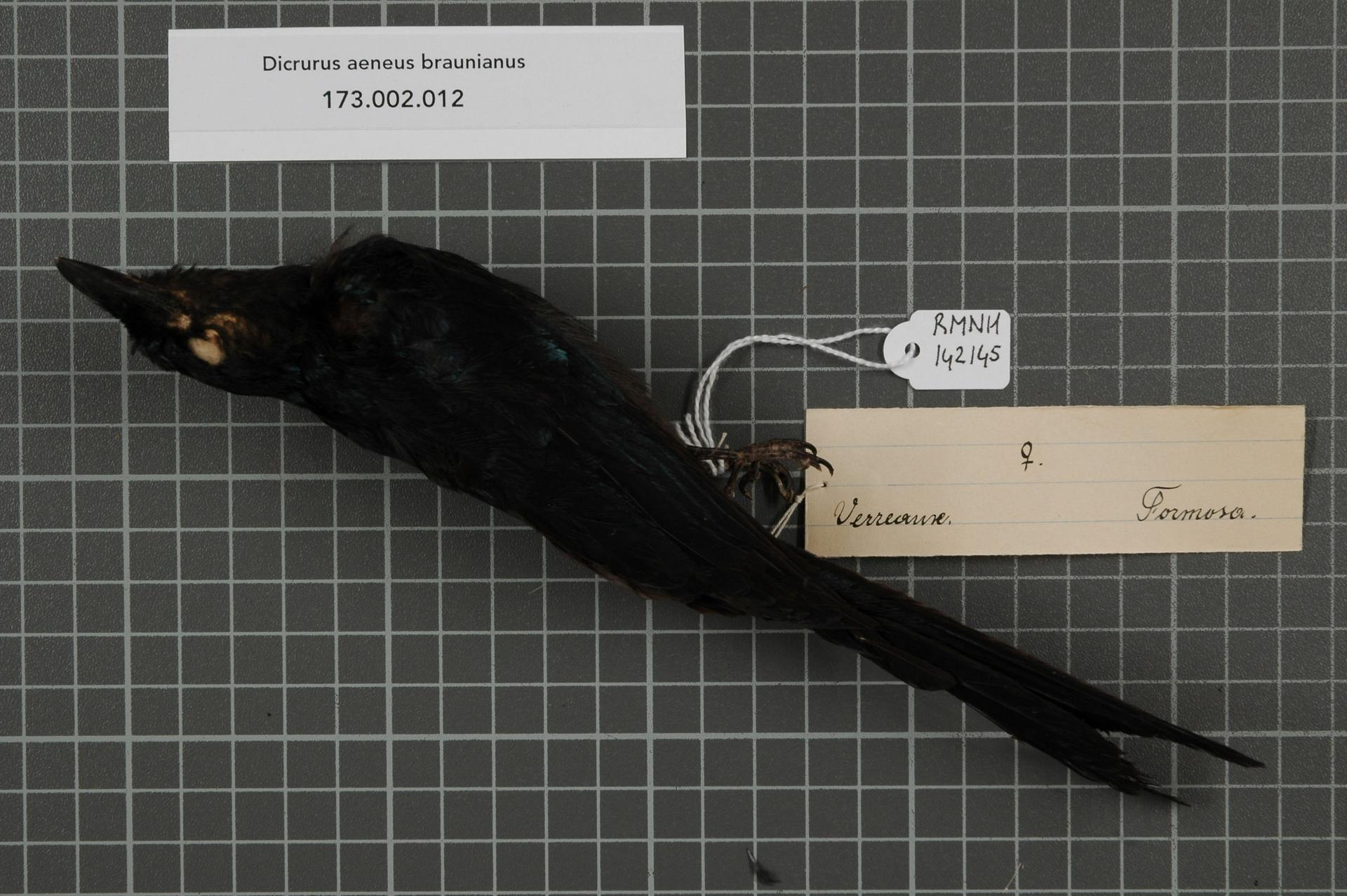
Esemplare impagliato della sottospecie braunianus.

Alcuni autori riconoscerebbero inoltre una sottospecie kwangsiensis della Cina meridionale, sinonimizzata con la nominale.